# Clostridium bowmanii
Clostridium bowmanii è una specie di batterio appartenente alla famiglia delle Clostridiaceae.